# Norbert Pysall
Norbert Pysall (* 4. Januar 1950 in Stendal; † 11. Januar 2022) war Fußballspieler im DDR-Fußballspielbetrieb. Von 1972 bis 1975 spielte er in der Oberliga, der höchsten ostdeutschen Spielklasse, für den 1. FC Magdeburg. Mit ihm wurde er 1974 und 1975 DDR-Meister.
Mit 18 Jahren, zu Beginn der Fußballsaison 1968/69, wurde Pysall in den Männermannschaften der BSG Lokomotive Stendal aktiv. Zunächst kam er in der 2. Mannschaft zum Einsatz, die in der drittklassigen Bezirksliga Magdeburg spielte. 1970 rückte er in die 1. Mannschaft auf und spielte bis 1972 hauptsächlich in der zweitklassigen DDR-Liga.
Als veranlagter Stürmer wurde Pysall im Sommer 1972 zum regionalen Schwerpunktklub 1. FC Magdeburg delegiert. Hier musste er bereits am 13. September 1972 seine Fähigkeiten in einem Europapokalspiel unter Beweis stellen. Gleich in seinem ersten Pflichtspiel für die Oberligamannschaft wurde er in der Begegnung 1. FCM – TPS Turku (6:0) in der 58. Minute für den Rechtsaußenstürmer Hans-Jürgen Hermann eingewechselt. In den Oberligapunktspielen der Saison 1972/73 war er von Beginn an mit dabei, allerdings zunächst stets nur als Einwechselspieler. Erst am 9. Spieltag stand er als Linksaußenstürmer in der Startelf, spielte aber auch diesmal nur 66 Minuten. Am 15. Spieltag spielte er erstmals volle 90 Minuten und bedankte sich mit zwei Toren beim 3:0-Sieg über Lok Leipzig. Insgesamt kam Pysall in dieser Spielzeit 17-mal in der Oberliga zum Einsatz und erzielte vier Tore. Diesen guten Start konnte er jedoch nicht in weitere Konstanz ummünzen. Während er 1973/74 noch auf vier Oberligaeinsätze kam, bestritt Pysall in der folgenden Saison nur noch ein Oberliga-Punktspiel. Durch diese fünf Spiele kam er jedoch in den Genuss, sich zweimaliger DDR-Fußballmeister nennen zu dürfen, da der FCM sowohl 1974 als auch 1975 die Meisterschaft gewann.
Nach nur 22 Einsätzen in der Oberliga, sechs nationalen und zwei internationalen Pokalspielen mit insgesamt nur fünf Toren verließ Pysall 1976 den Magdeburger Klub und schloss sich der BSG Chemie Schönebeck an, die in der Bezirksliga Magdeburg spielte. Mit ihr stieg er 1977 für ein Jahr in die DDR-Liga auf, den Rest seiner Laufbahn verbrachte Pysall wieder in der Bezirksliga.